# Adam Helcelet
Adam Sebastien Helcelet (ur. 27 października 1991 w Turnovie) – czeski lekkoatleta, wieloboista, wicemistrz Europy z Amsterdamu (2016) oraz brązowy medalista halowych mistrzostw Europy z Belgradu (2017). W tym samym roku zajął ósme miejsce podczas rozgrywanych w Londynie mistrzostwach świata.

## Osiągnięcia
| Rok  | Impreza                                            | Miejsce        | Konkurencja               | Pozycja     | Wynik     |
| ---- | -------------------------------------------------- | -------------- | ------------------------- | ----------- | --------- |
| 2009 | Mistrzostwa Europy juniorów                        | Nowy Sad       | dziesięciobój (juniorski) | 8. miejsce  | 7286 pkt. |
| 2011 | Młodzieżowe mistrzostwa Europy                     | Ostrawa        | dziesięciobój             | 4. miejsce  | 7966 pkt. |
| 2012 | Halowe mistrzostwa świata                          | Stambuł        | siedmiobój                | 5. miejsce  | 5878 pkt. |
| 2012 | Mistrzostwa Europy                                 | Helsinki       | dziesięciobój             | 8. miejsce  | 7998 pkt. |
| 2013 | Halowe mistrzostwa Europy                          | Göteborg       | siedmiobój                | 4. miejsce  | 6095 pkt. |
| 2013 | Młodzieżowe mistrzostwa Europy                     | Tampere        | dziesięciobój             | 3. miejsce  | 8252 pkt. |
| 2014 | Mistrzostwa Europy                                 | Zurych         | dziesięciobój             | 11. miejsce | 7955 pkt. |
| 2015 | Halowe mistrzostwa Europy                          | Praga          | siedmiobój                | 5. miejsce  | 6031 pkt. |
| 2015 | Mistrzostwa świata                                 | Pekin          | dziesięciobój             | 11. miejsce | 8234 pkt. |
| 2016 | Halowe mistrzostwa świata                          | Portland       | siedmiobój                | 5. miejsce  | 6003 pkt. |
| 2016 | Mistrzostwa Europy                                 | Amsterdam      | dziesięciobój             | 2. miejsce  | 8157 pkt. |
| 2016 | Igrzyska olimpijskie                               | Rio de Janeiro | dziesięciobój             | 12. miejsce | 8291 pkt. |
| 2017 | Halowe mistrzostwa Europy                          | Belgrad        | siedmiobój                | 3. miejsce  | 6110 pkt. |
| 2017 | Mistrzostwa świata                                 | Londyn         | dziesięciobój             | 8. miejsce  | 8222 pkt. |
| 2019 | I liga drużynowych mistrzostw Europy w wielobojach | Ribeira Brava  | dziesięciobój             | 10. miejsce | 7060 pkt. |
| 2021 | Igrzyska olimpijskie                               | Tokio          | dziesięciobój             | 16. miejsce | 8004 pkt. |
| 2022 | Mistrzostwa Europy                                 | Monachium      | dziesięciobój             | 11. miejsce | 8000 pkt. |

Medalista mistrzostw Czech (w różnych konkurencjach) w kategoriach kadetów, juniorów, młodzieżowców oraz seniorów. Reprezentant kraju w meczach międzypaństwowych.

## Rekordy życiowe
- Dziesięciobój lekkoatletyczny – 8335 pkt. (2017)
- Siedmiobój lekkoatletyczny (hala) – 6188 pkt. (2017)